# Ilie Lăcătusu
Ilie Lăcătușu (6 de dezembro de 1909, vila de Crăpăturile, atual vila de Țepești, Distrito de Vâlcea - 22 de julho de 1983, Bucareste) foi um prisioneiro político, padre romeno e membro do Movimento Legionário, canonizado pela Igreja Ortodoxa Romena, cujo corpo foi descoberto incorrupto em 1998.

## Biografia
Ilie Lăcătușu nasceu em 6 de dezembro de 1909 na aldeia de Crăpăturile (condado de Vâlcea), sendo o segundo filho de sete de Marin e Maria Lăcătușu, simples camponeses. Seu pai era cantor de igreja, o que o levou a se aproximar da Igreja desde cedo.
Desejando tornar-se sacerdote, depois de terminar seus estudos na escola de sua aldeia natal, matriculou-se no Seminário Teológico de São Nicolau de Râmnicu-Vâlcea (1923-1930), onde se formou com o Diploma de Virtude "pelas habilidades da alma distinguíveis entre seus colegas". Entre 1930-1934, estudou na Faculdade de Teologia de Bucareste, onde se formou com excelentes resultados. Nessa época, em 5 de julho de 1931, casou-se com a professora Ecaterina Popescu, tendo cinco filhos.
Após concluir os estudos teológicos, em 1º de setembro de 1934, foi ordenado como sacerdote da paróquia de Osica de Jos, no condado de Romanati, até 1º de novembro de 1934, quando foi transferido como pároco para a aldeia de Buicești. no Distrito de Olt .
Em 1942, foi destacado para a Missão Ortodoxa Romena na Transnístria, pregando a palavra do Santo Evangelho em Odessa e na Paróquia de Sersenita, no condado de Rîbnița. Por fim, terminou suas atividade como sacerdote missionário na primavera de 1943, regressando ao país, onde o esperavam os seus dois filhos e uma esposa doente.
Em 19 de julho de 1952, Ilie é preso e designado para ser enviado ao campo de trabalho MAI Galeșu, no Canal, até outubro de 1952, quando foi enviado para a colônia de trabalho da MAI Peninsula, onde fez parte da famosa "brigada de padres". Depois de um ano, em setembro de 1953, devido ao agravamento do seu estado de saúde, foi transferido para a prisão de Târgu Ocna, onde Valeriu Gafencu, apelidado de "o santo das prisões", passou os seus últimos dias. O seu período de detenção de dois anos foi executado “com base na decisão administrativa do MAI”, sem nunca ter sido legalmente condenado.
Foi libertado em 26 de abril de 1954, retornando ao serviço da Igreja na Paróquia de Buicești, onde serviu até 1º de julho de 1959, quando foi novamente preso e condenado com base numa pena administrativa de cinco anos. Em agosto de 1955, a família Lăcătușu também perdeu o quarto filho, e Ilie foi enviado para trabalhos forçados na colônia Periprava, no Delta do Danúbio, numa formação em que estava incluído o grupo de padres Olten. Lá, ele conheceu o padre Iustin Pârvu. Ele foi libertado da prisão apenas em 6 de maio de 1964, pelo Despacho n.º 1 do MAI. 502/1964, possuindo a qualificação designada de pedreiro, categoria V-a. No momento de sua libertação, sua saúde estava em péssimas condições.
Depois de ser libertado, foi forçado a viver em Bolintinu (distrito de Titu), onde foi forçado a trabalhar como pedreiro. A partir de 20 de dezembro de 1964, padre Ilie serviu na freguesia de Gârdești (Protoieria Videle) no condado de Teleorman, e em 1970, foi transferido para a aldeia de Cucuruzu na comuna de Răsuceni (condado de Giurgiu ), de onde, em 11 de janeiro de 1978, foi forçadamente aposentado.
Os duros anos de prisão afetaram muito a sua saúde, fazendo com que ele passasse o fim de sua vida no hospital. Em seu leito de hospital, ele solicitou que sua esposa, caso ela falecesse em 15 anos, fosse enterrada ao lado dele.
O Padre Ilie Lăcătușu faleceu após grande sofrimento em 22 de julho de 1983, em um leito do Hospital Panduri, em Bucareste. Seu corpo não foi embalsamado, pois os cânones da igreja proíbem isso para padres e monges leigos. Ele foi enterrado na cripta da família no cemitério "Adormirea Maicii Domnului" em Bucareste.

## Exumação e canonização
A viúva de Ilie faleceu em setembro de 1998. Por ocasião do seu funeral, o túmulo do padre foi aberto.
No dia 29 de setembro de 1998, 15 anos depois de sua morte, o corpo do padre Ilie Lăcătusu foi encontrado incorrupto, exalando um agradável aroma, comparado a uma leve fragrância. O corpo pesava de 7 a 8 kg, encontrando-se nas condições correspondentes às relíquias sagradas: incorruptível, cheiroso, seco e claro, a pele cor de avelã, preservando suas dimensões e aparência, cujo olhar não causa medo, mas alegria espiritual, dando a impressão de um homem adormecido.
No momento da descoberta do corpo intacto do Padre Lăcătușu, Mihai Spirache, seu neto, tocou Ilie Lăcătușu e, durante uma semana, a mão direita de Mihai Spirache manteve um cheiro característico de mirra, específico das relíquias sagradas. "Não fui o único que sentiu aquele cheiro especial: quem estava ao meu redor também percebeu!..." Os familiares deixaram o corpo em contato com o ar por várias semanas, o que não afetou o corpo do padre de qualquer forma.
Vendo isso, sua filha e única descendente viva na época, Maria Sabina Spirache, apresentou um memorando à Arquidiocese de Bucareste sobre esta descoberta em 5 de outubro de 1998. Em 16 de julho de 1999, a Sala de Imprensa do Patriarcado Romeno expressou a seguinte posição a respeito do processo de canonização do Padre Ilie Lăcătușu:
“A Igreja não estabeleceu termos, nem precisos nem aproximados, para a verificação da santidade. Ela é verdadeira, mas também é verdade que a Igreja nunca se apressou particularmente nos atos de canonização, exceto quando a avalanche da piedade popular a impôs. No caso do padre Ilie Lăcătusu, a Arquidiocese tomou conhecimento da descoberta do corpo incorrupto. Contudo, o caminho da canonização exige muitas etapas e esforços especiais, como foi feito antes” .
O corpo do padre foi mantido em sigilo até 27 de fevereiro de 2000, pois o Patriarcado da Igreja Ortodoxa Romena não havia dado sua bênção para que fosse visto.
No dia 6 de fevereiro de 2000, o Metropolita da Alemanha, Europa Central e do Norte, Serafim Joantă, oficiou um serviço religioso, acompanhado de orações pela canonização do padre Ilie. O corpo ainda permaneceu incorrupto e, como resultado, o Patriarcado abriu um processo de canonização para o Padre Ilie Lăcătușu, dando uma bênção para abrir a cripta que abrigava seu corpo.
Poucos meses depois da descoberta do corpo incorrupto do Padre Lăcătușu, foi transmitido na televisão nacional romena o documentário "Semne", do produtor Cornel Ciomazga, no qual foi apresentada a descoberta.
A notícia da descoberta das relíquias do padre Ilie Lăcătușu se espalhou por toda a Romênia, sendo ele homenageado pelos fiéis como um santo. O primeiro ícone de Santo Elias, o Confessor, foi pintado na parede exterior da igreja do Mosteiro de Petru Vodă, onde o seu antigo colega de prisão, o Arquimandrita Iustin Pârvu, era abade. Ele passou 17 anos na prisão e, ao conhecer o Padre Ilie, ficou profundamente impressionado com sua vida espiritual.
Atualmente, as relíquias do padre Ilie Lăcătușu estão na cripta do cemitério "Adormirea Maicii Domnului", no bairro de Giulești, em Bucareste, onde foi sepultado. Seu corpo incorrupto foi colocado em um novo caixão de vidro para que todos pudessem ver.
Em 12 de julho de 2024, um sínodo aprovou a canonização de 16 santos, incluindo Ilie Lăcătusu. A proclamação da canonização dos novos santos terá lugar em 2025, quando a Igreja Ortodoxa Romena celebra um século desde o reconhecimento do estatuto de Patriarcado.